# Take a Look
Take a Look es el álbum debut de la cantante estadounidense Pamela Moore lanzado en 1981 por First American Records.

## Canciones
Lado A:
1. I Lose My Mind
2. Same Old Story
3. Love Is Leavin

Lado B
1. Take a Look
2. You're Perfect
3. Gimmie a Little Sign
4. Take All My Love Away

## Créditos
- Pamela Moore -vocalista

- Datos: Q7677890